# Polyommatus fulgens
Espèce
Polyommatus fulgens est une espèce de lépidoptères (papillons) de la famille des Lycaenidae. Elle est endémique du Nord de l'Espagne.

## Systématique
Le taxon actuellement appelé Polyommatus fulgens a été décrit de Catalogne en 1925 par le zoologiste catalan Ignacio de Sagarra en tant qu’Hirsutina dolus r. fulgens. Un taxon proche a été décrit de la province d'Huesca par le zoologiste allemand Walter Forster en 1961 sous le nom d’Agrodiaetus dolus ainsae. Ces deux taxons ont un temps été considérés comme deux espèces distinctes (sous le noms d’Agrodiaetus fulgens et Agrodiaetus ainsae, ou de Polyommatus fulgens et Polyommatus ainsae), puis à partir de 2006, ainsae a été considéré une sous-espèce de fulgens.

### Sous-espèces
Plusieurs sous-espèces sont recensées, mais certaines sont considérées comme de simples synonymes de fulgens par certains auteurs, faute de séparation géographique claire, :
- Polyommatus fulgens fulgens (de Sagarra, 1925)
- Polyommatus fulgens ainsae (Forster, 1961)
- Polyommatus fulgens pseudovirgilia (de Lesse, 1962)
- Polyommatus fulgens leonensis (Verhulst, 2004)

## Noms vulgaires
La sous-espèce ainsae est appelée en français le Sablé basque, et en anglais Forster's Furry Blue.

## Description
L'imago de Polyommatus fulgens est un petit papillon qui présente un dimorphisme sexuel : le dessus du mâle est très clair avec une tache androconiale et une bordure marron clair, alors que le dessus de la femelle est brun.
Le revers a un fond ocre chez la femelle et plus clair chez le mâle, orné dans les deux cas de points noirs cernés de blanc et d'une raie blanche à l'aile postérieure.

### Espèce proche
Polyommatus fulgens ressemble beaucoup à Polyommatus dolus, le Sablé de la luzerne, présent en France et en Italie.

## Biologie
L'espèce est univoltine et la période de vol est juillet-août.
Les plantes hôtes larvaires de la sous-espèce ainsae sont des Onobrychis et Medicago sativa,.

## Distribution et biotopes
Polyommatus fulgens est endémique du Nord et du Nord-Est de l'Espagne,.
L'espèce se rencontre dans des lieux herbus fleuris.